# Caso 108
El caso 108 fue una serie de actos de persecución a homosexuales en Paraguay durante la dictadura de Alfredo Stroessner. En la madrugada del día 1 de septiembre de 1959, un incendio alcanza un edificio del Barrio Obrero, en Asunción, matando al locutor de radio y bailarín Bernardo Aranda bajo extrañas circunstancias. La fama del radialista fue un factor para ocasionar que la opinión pública del país presionara el gobierno a buscar los culpables por el crimen. El episodio fue utilizado como pretexto para la persecución de 108 hombres homosexuales identificados como sospechosos, que tuvieron sus nombres expuestos por la ciudad, fueron capturados, prendidos y torturados. Nunca se comprobó si alguno de esos 108 hombres había cualquier conexión con la muerte de Bernardo Aranda, los grupos homosexuales paraguayos se movilizan hasta hoy para que se recupere la memoria y para que se revele la verdad acerca de este episodio.

## La muerte de Bernardo Aranda
El caso ocurre durante los primeros años de la larga dictadura de Alfredo Stroessner, que gobernó el país entre 1954-1989. La sociedad paraguaya, siendo una de las más conservadoras del continente, obligaba los individuos homosexuales a vivir en la clandestinidad, ya que existía una falta de aceptación tanto social cuanto legal de la homosexualidad. Durante la época de la dictadura, la represión obligaba los homosexuales a mantener relaciones en secreto bajo riesgo de expulsión del núcleo familiar, despido del trabajo o captura por las fuerzas de seguridad pública, donde tendrían sus derechos violados en todos los niveles. La muerte de Bernardo Aranda ocurrió en la noche del día 1 de septiembre de 1959, cuando su cuerpo es encontrado por la policía quemado en su cama, en el edificio ubicado en la intersección de Estados Unidos y Novena Proyectadas, a las 02:00 a. m.. Conocido y prestigiado locutor de la radio Comuneros, Aranda tenía 25 años. Las circunstancias de su muerte no fueron esclarecidas, dando inicio a una penosa investigación, incitada por la opinión popular del país, que presionaba el gobierno. La prensa de la época da atención total al caso, saliendo en el periódico El País, ya el día siguiente, un extenso reportaje sobre los acontecimientos del Barrio Obrero.
Durante toda la investigación del caso, las autoridades sostuvieron el motivo pasional del caso como única causa posible. Como la policía sostenía que gran parte de los hombres que frecuentaban la casa de Aranda eran también homosexuales, los investigadores dedujeron que los autores del crimen eran hombres homosexuales organizados en una "logia de amorales", y que, por lo tanto, cualquier homosexual podría estar involucrado o tener conocimiento sobre el acontecimiento con Aranda. Se desencadena, así, una incesante y cruel persecución de gran escala a este grupo. Al largo de los días, la policía va a utilizar este discurso para justificar la persecución a los homosexuales de Asunción.

## Persecuciones y prisiones
A partir del inicio de las investigaciones, la policía realizó una serie de incursiones en las cuales realizó detenciones violentas y arbitrarias con el pretexto de realizar averiguaciones sobre el caso, en gran parte hombres de supuesta conducta homosexual. Las detenciones ocurrían de forma secreta, sin el conocimiento de la población o de la prensa, lo que, según dicen algunas versiones, sirvió como estrategia del aparato represor stroessnista para evitar que huyesen los homosexuales de la ciudad. El día 7 de septiembre de 1959, cinco días después del inicio de las investigaciones, por primera vez sale a público que las personas detenidas poseen "dudosa conducta sexual", en una tentativa de relacionar estos "amorales" al crimen, justificando nuevas detenciones. Esta será una tendencia de todo el proceso de investigación de la muerte de Aranda, en la cual se hace frecuente mención a la sexualidad de estas personas, como manera de legitimar el desrespeto a sus derechos. El día 12 de septiembre, a causa de la serie de detenciones que son realizadas durante la madrugada, aparece una publicación en el periódico El País informando que "108 personas de dudosa conducta sexual están siendo investigadas". Es la primera vez que aparece el número 108.

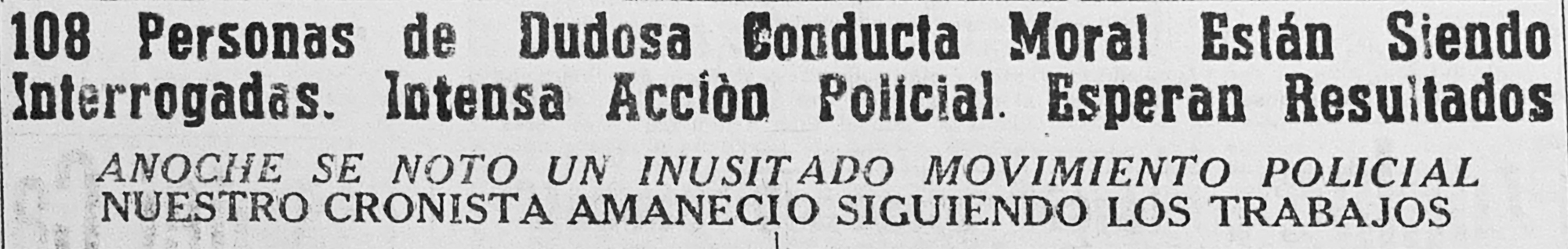
Titular del Diario El País donde aparece por primera vez el número ´108 que da nombre a este Caso

El día 17 de septiembre de 1959, la copia del certificado de autopsia de Bernardo Aranda sale a público, la "causa mortis" apuntada es “asfixia por sofocación debido a los
gases en combustión”. Después de este diagnóstico, la variedad de hipótesis surgidas aumentaron notablemente, haciendo crecer la presión sobre las dichas "sectas amorales", llegando a ser solicitada en la prensa la colaboración de la sociedad de Asunción para extirpar por la raíz este mal, dando inicio a una ola de odio, condena y violencia con todos aquellos que fueran sospechosos de homosexualidad. El día 21 de septiembre, luego de las escandalosas publicaciones de la prensa, es iniciada una incursión policial de gran escala en los centros de organización de los dichos amorales, con apoyo activo de la sociedad que apoya la lucha contra estas personas consideradas viciosas. Hay una verdadera ampliación y agravamiento de las persecuciones a partir de ese momento, ya que no solo se busca a los supuestos asesinos de Aranda, sino a los dichos "amorales" simplemente por la sospecha de homosexualidad.

## Los volantes de los 108
A causa de la constante propaganda reaccionaria, en la noche del 23 de septiembre de 1959 se distribuyeron por los principales puntos de Asunción una serie de volantes donde se decía "nómina de 43 personas todas ellas ACUSADAS DE AMORALES", firmado por el “Comité de Padres, por el saneamiento de nuestra sociedad”. La distribución de estos volantes agravó aún más la persecución pública a estos individuos. A partir de entonces, la distribución de estas listas de nombres se hizo común, pasando de mano en mano, con la adición de nombres por veces totalmente ajenos al caso de Aranda. A pesar de la nomenclatura "108" haber sido la que permaneció en la memoria paraguaya, hubo muchas listas con diferentes números y nombres.

## Conclusión del caso
No se sabe la fecha exacta de la liberación de esas personas, por falta de registros públicos accesibles. Existen solo testimonios de personas contemporáneas al caso de Aranda, que relatan la persecución y el sufrimiento físico y psicológico que tuvieron estos individuos. Hasta hoy, el caso de la muerte de Bernardo Aranda no fue solucionado, tampoco se ofertó reparación o reconocimiento a las víctimas de esa persecución.

## El número 108 en la sociedad paraguaya
En Paraguay, el número 108 es utilizado de forma peyorativa para identificar miembros de la comunidad LGBT. La mayoría de la población todavía desconoce los orígenes del término, asociados a uno de los episodios más sombríos de la dictadura de Alfredo Stroessner. Varios grupos LGBT paraguayos utilizan hoy el número como modo de reafirmación de sus identidades, apropiándose de él como una manera de darle un nuevo significado, que recuerde la memoria de esos 108 individuos, haciéndolo símbolo de resistencia y orgullo.

## Esfuerzos para mantener la memoria de los 108

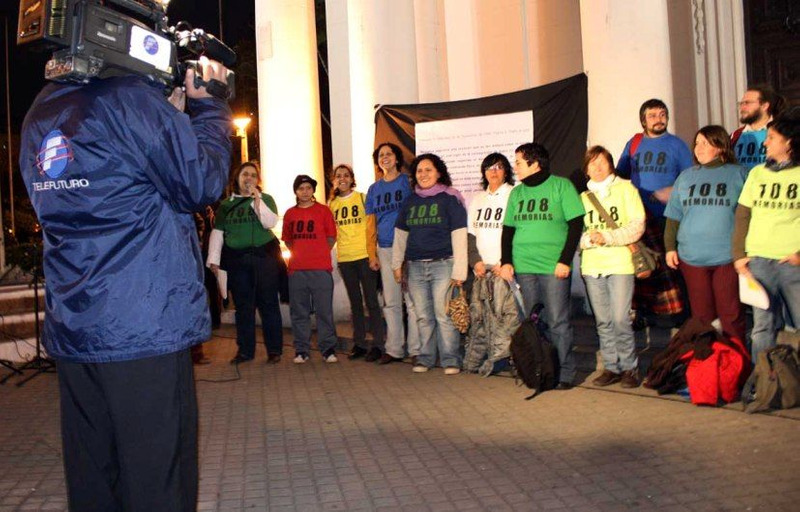
La organización Aireana durante el mes de las 108 memorias

En 2010 la cineasta paraguaya Renate Costa lanzó el documental 108 cuchillo de palo, haciendo el abordaje del caso a partir de la historia personal de su tío, que había sido uno de los 108. En 2013 el abogado y activista LGBT paraguayo Erwing Augsten Szokol lanzó el artículo "Ciento Ocho", en el cual relata detalladamente la historia a partir de las investigaciones realizadas por él, con una abundante cantidad de artículos de periódico y caricaturas sobre el caso.